# Themeda novoguineensis
Themeda novoguineensis là một loài thực vật có hoa trong họ Hòa thảo. Loài này được (Reeder) Jansen miêu tả khoa học đầu tiên năm 1952.